# Paral·lel 3° sud
El paral·lel 3° sud és una línia de latitud que es troba a 3 graus sud de la línia equatorial terrestre. Travessa l'oceà Atlàntic, l'Àfrica, l'Oceà Índic, el Sud-est Asiàtic, l'Australàsia, l'Oceà Pacífic i Amèrica del Sud.

## Geografia
En el sistema geodèsic WGS84, al nivell de 3° de latitud sud, un grau de longitud equival a 111,168 km; la longitud total del paral·lel és de 40.020 km, que és aproximadament 99,9% de la de l'equador, del que es troba a 332 km i a 9.670 km del pol Sud

## Arreu del món
A partir del Meridià de Greenwich i cap a l'est, el paral·lel 3° sud passa per: 
| Coordenades                             | País. Territori o mar | Notes |
| --------------------------------------- | --------------------- | --- |
| 3° 0′ S, 0° 0′ E / 3.000°S,0.000°E      | Oceà Atlàntic         | |
| 3° 0′ S, 10° 18′ E / 3.000°S,10.300°E   | Gabon                 | |
| 3° 0′ S, 12° 3′ E / 3.000°S,12.050°E    | Rep. del Congo        | |
| 3° 0′ S, 16° 11′ E / 3.000°S,16.183°E   | R.D. del Congo        | |
| 3° 0′ S, 29° 9′ E / 3.000°S,29.150°E    | Burundi               | |
| 3° 0′ S, 30° 50′ E / 3.000°S,30.833°E   | Tanzània              | |
| 3° 0′ S, 37° 35′ E / 3.000°S,37.583°E   | Kenya                 | |
| 3° 0′ S, 40° 13′ E / 3.000°S,40.217°E   | Oceà Índic            | |
| 3° 0′ S, 100° 11′ E / 3.000°S,100.183°E | Indonèsia             | Illa de Pagai Selatan |
| 3° 0′ S, 100° 26′ E / 3.000°S,100.433°E | Estret de Mentawai    | |
| 3° 0′ S, 101° 27′ E / 3.000°S,101.450°E | Indonèsia             | Illa de Sumatra |
| 3° 0′ S, 106° 3′ E / 3.000°S,106.050°E  | Estret de Bangka      | |
| 3° 0′ S, 106° 26′ E / 3.000°S,106.433°E | Indonèsia             | Illes de Bangka i Lepar |
| 3° 0′ S, 106° 53′ E / 3.000°S,106.883°E | Mar de Java           | |
| 3° 0′ S, 107° 33′ E / 3.000°S,107.550°E | Indonèsia             | Illa de Belitung |
| 3° 0′ S, 108° 12′ E / 3.000°S,108.200°E | Mar de Java           | |
| 3° 0′ S, 110° 37′ E / 3.000°S,110.617°E | Indonèsia             | Illa de Borneo |
| 3° 0′ S, 111° 9′ E / 3.000°S,111.150°E  | Mar de Java           | |
| 3° 0′ S, 111° 48′ E / 3.000°S,111.800°E | Indonèsia             | Illa de Borneo |
| 3° 0′ S, 116° 17′ E / 3.000°S,116.283°E | Estret de Macassar    | |
| 3° 0′ S, 118° 50′ E / 3.000°S,118.833°E | Indonèsia             | Illa de Sulawesi (Península de Selatan) |
| 3° 0′ S, 120° 12′ E / 3.000°S,120.200°E | Golf de Boni          | |
| 3° 0′ S, 121° 5′ E / 3.000°S,121.083°E  | Indonèsia             | Illa de Sulawesi (Península de Tenggara) |
| 3° 0′ S, 122° 15′ E / 3.000°S,122.250°E | Mar de Banda          | Passa al nord de l'illa de Buru, Indonèsia |
| 3° 0′ S, 127° 51′ E / 3.000°S,127.850°E | Indonèsia             | Illes de Boano i Seram |
| 3° 0′ S, 130° 23′ E / 3.000°S,130.383°E | Mar de Ceram          | |
| 3° 0′ S, 132° 24′ E / 3.000°S,132.400°E | Indonèsia             | Illa de Nova Guinea |
| 3° 0′ S, 134° 51′ E / 3.000°S,134.850°E | Badia de Cenderawasih | |
| 3° 0′ S, 135° 51′ E / 3.000°S,135.850°E | Indonèsia             | Illa de Nova Guinea |
| 3° 0′ S, 141° 0′ E / 3.000°S,141.000°E  | Papua Nova Guinea     | Illa de Nova Guinea |
| 3° 0′ S, 142° 2′ E / 3.000°S,142.033°E  | Oceà Pacífic          | Mar de Bismarck, passa al sud de les illes Purdy, Papua Nova Guinea · passa al sud de l'illa de Dyaul, Papua Nova Guinea                                                                               |
| 3° 0′ S, 151° 18′ E / 3.000°S,151.300°E | Papua Nova Guinea     | Illa de Nova Irlanda |
| 3° 0′ S, 151° 34′ E / 3.000°S,151.567°E | Oceà Pacífic          | |
| 3° 0′ S, 152° 2′ E / 3.000°S,152.033°E  | Papua Nova Guinea     | Illa de Tabar |
| 3° 0′ S, 152° 3′ E / 3.000°S,152.050°E  | Oceà Pacífic          | passa a través de les illes Lihir, Papua Nova Guinea · Passa al nord de the Nuguria islands, Papua Nova Guinea · passa al sud de l'illa Canton, Kiribati · Passa al nord de l'illa Enderbury, Kiribati |
| 3° 0′ S, 80° 22′ O / 3.000°S,80.367°O   | Equador               | Illa Puná |
| 3° 0′ S, 80° 7′ O / 3.000°S,80.117°O    | Oceà Pacífic          | Canal de Jambelí |
| 3° 0′ S, 79° 50′ O / 3.000°S,79.833°O   | Equador               | |
| 3° 0′ S, 77° 49′ O / 3.000°S,77.817°O   | Perú                  | |
| 3° 0′ S, 70° 11′ O / 3.000°S,70.183°O   | Colòmbia              | |
| 3° 0′ S, 69° 42′ O / 3.000°S,69.700°O   | Brasil                | Amazonas Pará Maranhão Piauí Ceará |
| 3° 0′ S, 39° 42′ O / 3.000°S,39.700°O   | Oceà Atlàntic         | |